# جاموسية (سترة)

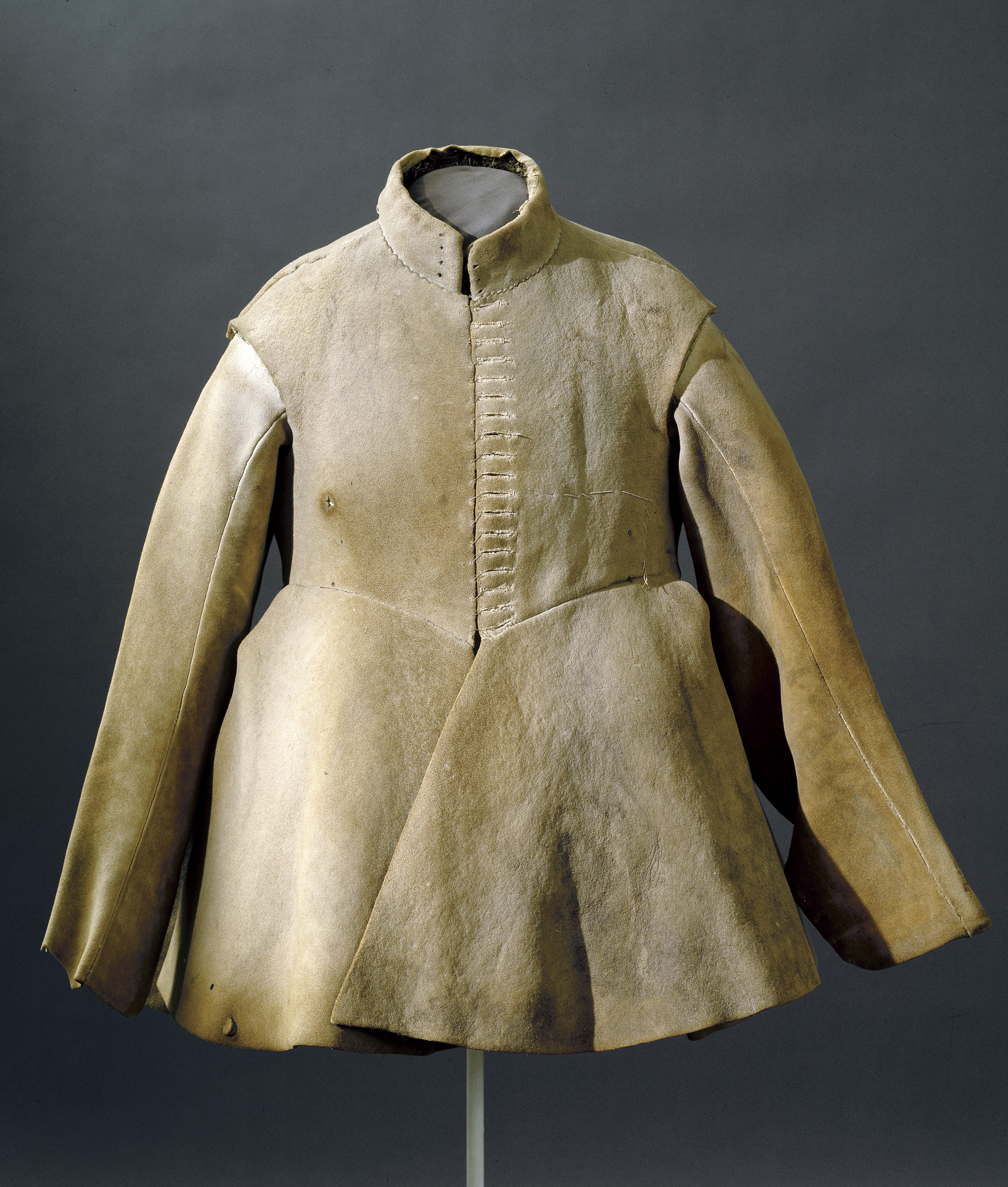
سترة جاموسية ذات كمّين كانت تخص ملك السويد غوستاف أدولف.

السترة الجاموسيّة هي قطعة من الملابس الجلدية التي كان يرتديها الفرسان والضباط بشكل أساسي خلال القرن السابع عشر، وكان يرتديها أيضاً عدد قليل من المشاة. كانت ترتدى في كثير من الأحيان تحت الدروع. اشتقت السترة الجاموسية من الجركينة الجلدية البسيطة التي استخدمها الصيادون والجنود خلال عصر تيودور.